# Svart kort
Svart kort är ett markeringskort som används av domare inom vissa sporter. Betydelsen av det svarta kortet varierar mellan sporterna. Inom till exempel fäktning visas det svarta kortet när en fäktare utvisas för resten av matchen och i badminton används ett svart kort för att visa att en spelare har blivit diskvalificerad från turneringen.